# نيوأوفينبرغ (ميزوري)
نيوأوفينبرغ (بالإنجليزية: New Offenburg)‏ هي إحدى المجتمعات الفردية (غير مصنفة) في ولاية ميزوري في الولايات المتحدة الأمريكية.